# Ivan Muhvić
Ivan Muhvić, hrvaški skladatelj in dirigent, * 30. marec 1876, Reka, † 19. april 1942, Zagreb.

## Življenje
Od leta 1901 do svoje smrti je bil dirigent različnih vojaških orkestrov v Zagrebu. Med letoma 1902 in 1909 je organiziral pomembne koncerte Simfoničnega orkestra.

### Delo
Skladal je orkesterske skladbe in kantate. Med njegova pomembnejša dela spadajo opera Uskok, uvertura Zrinski-Frankopan, Staroslovanska maša ter dokončanje opere Pavliha Viktorja Parme.